# Parafia Najświętszego Serca Pana Jezusa w Kraczewicach
Parafia pw. Najświętszego Serca Pana Jezusa w Kraczewicach – parafia rzymskokatolicka, w dekanacie Opole Lubelskie, w archidiecezji lubelskiej. Proboszczem jest ks. Jerzy Wesołowski. Oprócz kościoła parafialnego na terenie parafii znajduje się też kaplica filialna pw. Najświętszej Maryi Panny Królowej Świata w Kowali.
Parafia została erygowana 16 lipca 1920 roku. 